# Sirius
Coordenadas:  06h 45m 08.9173s, −16° 42′ 58.017″
Sírio, também chamada de Sirius, α CMa, α Canis Majoris ou alpha Canis Majoris (latim: Alfa do Cão Maior) é a estrela mais brilhante do céu noturno visível a olho nu, com uma magnitude aparente de −1,46. Localizada na constelação do Cão Maior, pode ser vista a partir de qualquer ponto na Terra, sendo que, no Hemisfério Norte faz parte do Hexágono do Inverno. Dista 2,6 parsecs (ou 8,57 anos-luz) da Terra, sendo por isso uma das estrelas mais próximas do nosso planeta. A sua estrela vizinha mais próxima é Prócion, à distância de 1,61 pc ou 5,24 anos-luz, com um espectro de tipo A0 ou A1 e uma massa cerca de 2,4 vezes maior que a massa do Sol.
Sírio é uma estrela binária de duas estrelas brancas orbitando entre si a uma distância de 20 unidades astronômicas, aproximadamente a distância entre o Sol e Urano, com um período de 50,1 anos. A estrela mais brilhante denominada Sírius A é uma estrela de sequência principal do tipo espectral A1V, com uma temperatura na superfície de 9940 K.
Sua companheira, Sírius B, é uma estrela que já saiu da sequência principal e se tornou uma anã branca. Atualmente é dez mil vezes menos luminosa no espectro visível. Anteriormente Sírius B era a mais massiva das duas estrelas. A idade do sistema foi estimada em 230 milhões de anos. Acredita-se que no início de sua formação, o sistema tinha duas estrelas azuis orbitando uma a outra em uma órbita elíptica de 9,1 anos. O sistema emite uma quantidade maior que a esperada de radiação infra-vermelha, medido pelo observatório espacial IRAS. Isto pode ser uma indicação de poeira no sistema, o que não é usual para uma estrela binária. Uma imagem do observatório de raios-X Chandra mostra Sírius B brilhando mais que sua companheira pois é uma fonte mais intensa de raios-X.

## Etimologia
O termo Sirius deriva do latim sīrius e do grego σείριος (seirios, "brilhante"). Sendo a principal estrela da constelação do Cão Maior, é muitas vezes apelidada de Estrela do Cão (Dog-Star, nos países anglófonos). Também é conhecida pelo nome latino Canicula (“cachorrinho”) e como الشعرى aš-ši’rā, em árabe, donde deriva o nome alternativo Ascherre.

## História

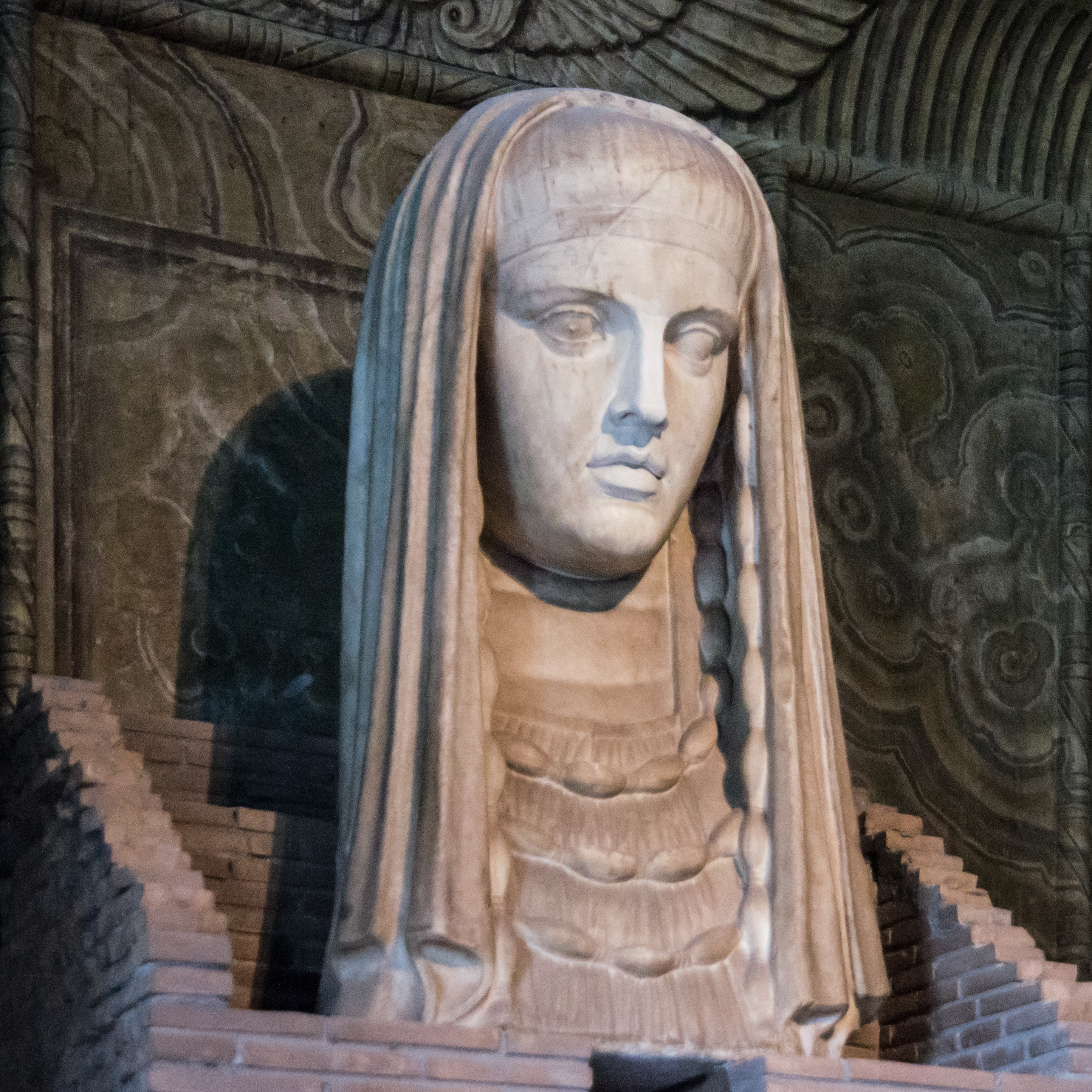
Busto da deusa egípcia Sótis, personificação de Sírio.

Do ponto de vista histórico, Sírio sempre foi muito importante no céu noturno e fruto de um significado muito especial dado pelas mais diversas culturas. Recebeu cultos astrólatras sob a alcunha de Sótis no Vale do Nilo do antigo Egito, muito antes de Roma ter sido fundada. Diversos templos em sua honra foram erguidos de forma a permitir que a luz de Sírio penetrasse por um óculo até as aras internas. Crê-se que o calendário egípcio seria baseado na ascensão helíaca de Sírio, a qual ocorre um pouco antes das cheias anuais do rio Nilo e do solstício de verão.[carece de fontes?]
No mito grego, consta que os cães de caça de Órion teriam ascendido aos céus pelas mãos de Zeus, tomando a forma da estrela Sírio ou das duas constelações do Cão Maior e Cão Menor. Os antigos gregos também associavam Sírio ao calor do verão, apelidando-a de Σείριος (Seirios), que é geralmente traduzida como A Escaldante. Essas associações com o verão e o mormaço explicariam, por exemplo, a origem da expressão popular calor do cão. Na astrologia da Idade Média, Sírio era a estrela fixa de Behenia, associada ao berilo e ao junípero, com simbologia cabalística catalogada por Henrique Cornélio Agrippa.[carece de fontes?]

### Observação

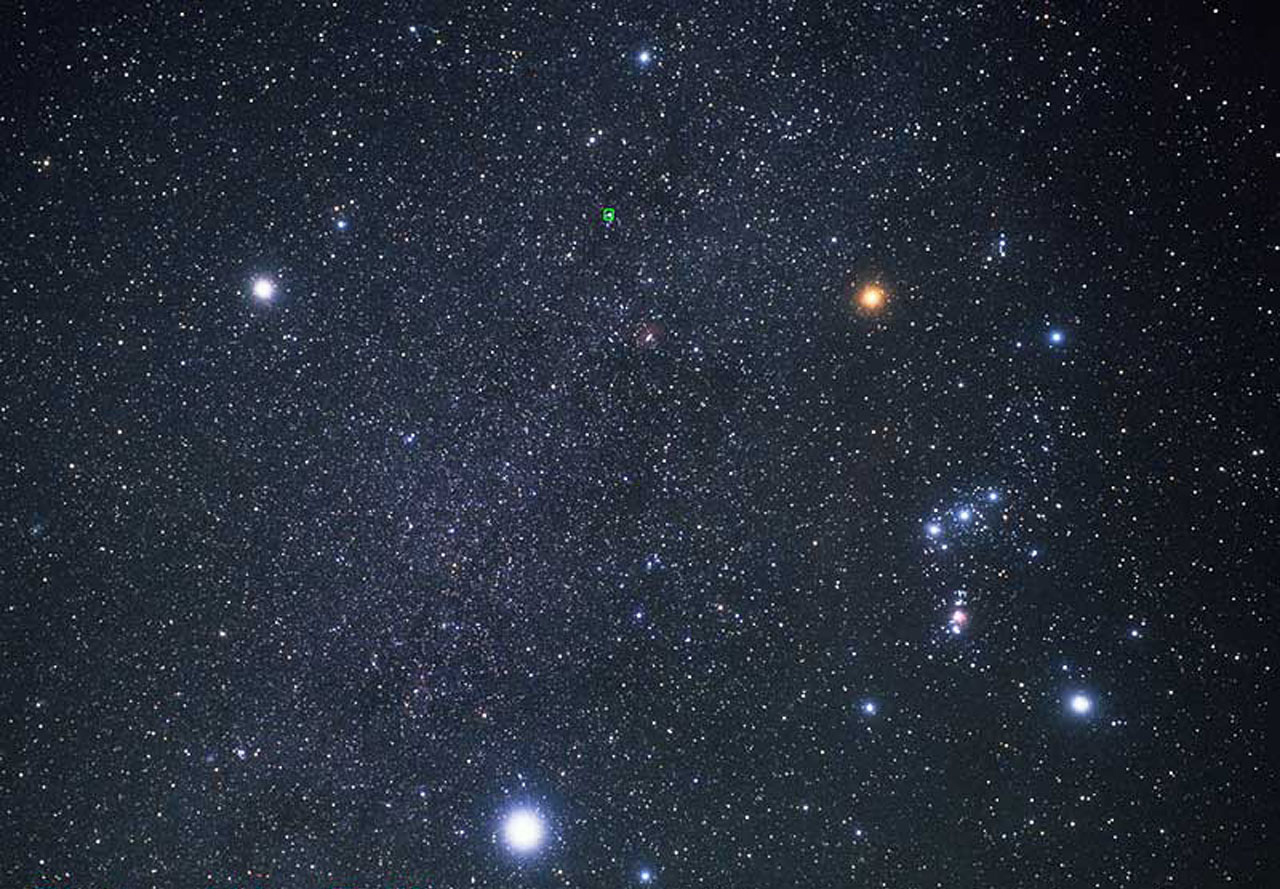
Sirius A (abaixo) como parte do chamado Triângulo de Inverno.

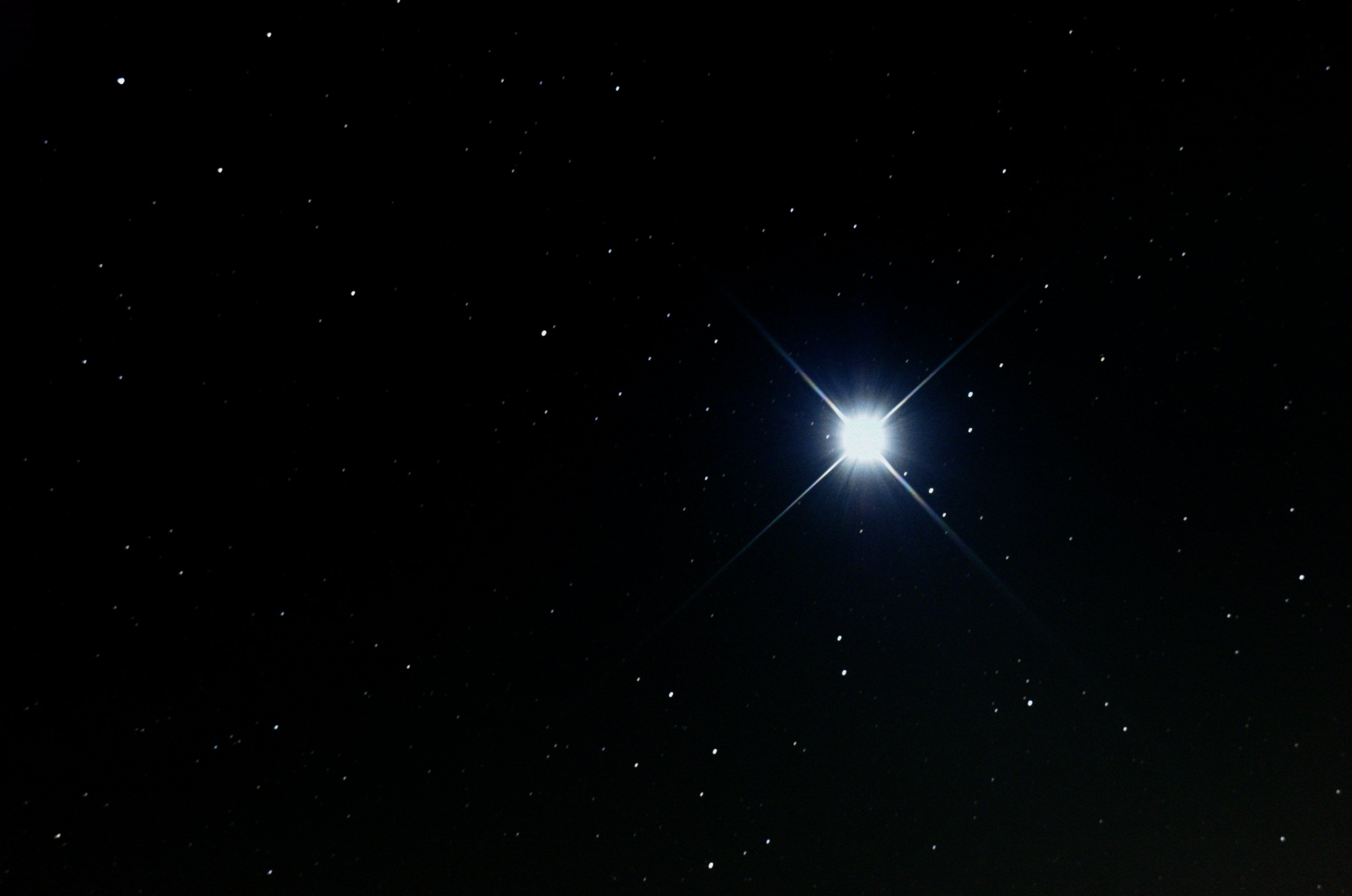
Sirius vista no espaço.

Sírio era conhecida no antigo Egito como Sopdet (do grego: Sothis, português: Sótis), e está registrada nos anais astronômicos mais antigos dos egípcios. Durante o Médio Império, a base do calendário egípcio foi a ascensão helíaca de Sírio, ou seja, o dia em que ela tornava-se visível a olho nu pouco antes do alvorecer e estando suficientemente afastada do brilho do sol. Este evento ocorria antes da inundação anual do rio Nilo e do solstício de verão, após um hiato de setenta dias no céu. O hieróglifo para Sótis é uma estrela e um triângulo. Sótis era relacionada com a deusa Ísis, enquanto o período de setenta dias com a passagem de Ísis e Osíris pelo tuat, o submundo egípcio.[carece de fontes?]
Os gregos da antiguidade observaram que a aparência de Sírius poderia anunciar um verão quente e seco, e temeram que isso fizesse as plantas murcharem, enfraquecesse os homens e estimulasse o desejo nas mulheres. Por causa de seu brilho, foi observado que Sírius cintila mais nas condições meteorológicas instáveis do início do verão. Para os observadores gregos isto eram emanações de influência maligna e pessoas que sofressem de seus efeitos eram ditos astroboletos (αστροβολητος) ou atingidos pela estrela. A estação seguindo a aparição da estrela foi chamada de Dias de Cão do verão. Os habitantes da ilha de Ceos no Mar Egeu ofereciam sacrifícios a Sírius e a Zeus para trazerem brisas refrescantes enquanto aguardavam a aparência com que a estrela reapareceria no próximo verão. Se aparecesse fraca então emanaria pestes, do contrário traria boa sorte. As moedas recuperadas do século III antes de Cristo mostravam cães ou estrelas cercados de raios, ressaltando a importância de Sírius. Os romanos celebravam o poente helíaco de Sírius por volta do dia 25 de abril, sacrificando um cão com incenso, vinho e um carneiro para a deusa Robigalia para que as emanações não trouxessem a ferrugem do trigo para as plantações.
Ptolomeu de Alexandria mapeou as estrelas nos livros VII e VIII do Almagesto, no qual utilizou Sírius como a localização para o meridiano central. Curiosamente ele a descreveu como uma das seis estrelas vermelhas. Entre as outras estão Arcturus e Betelgeuse.[carece de fontes?]
Estrelas brilhantes eram importantes para os antigos polinésios para navegação entre as várias ilhas e atois no Oceano Pacífico. Quando estão baixas no horizonte, elas agiam como bússolas estelares para ajudar navegantes a traçar cursos para alguns destinos. Também serviram como marcadores de latitude: A declinação de Sírius coincide com a latitude do arquipélago de Fiji a 17°S e passa diretamente sobre as ilhas todas a noites. Sírus serviu como o corpo de uma constelação de um "Grande Pássaro" chamado Manu, com a ponta da asa sul na estrela Canopus e da asa norte na estrela Prócion, dividindo o céu noturno em dois hemisférios. Assim como a aparição de Sírius marcava o verão na Grécia, marcava o início de um inverno frio para os Maori, cujo nome Takurua servia tanto para a estrela quanto para a estação. A culminação no solstício de inverno era marcada por uma celebração no Havaí, onde era conhecida por Ka'ulua ou "Rainha do Céu". Outros povos polinésios também atribuíram-lhe os nomes  Tau-ua nas ilhas Marquesas, Rehua na Nova Zelândia e Aa ou Hoku-Kauopae no Havaí.[carece de fontes?]

### Era contemporânea

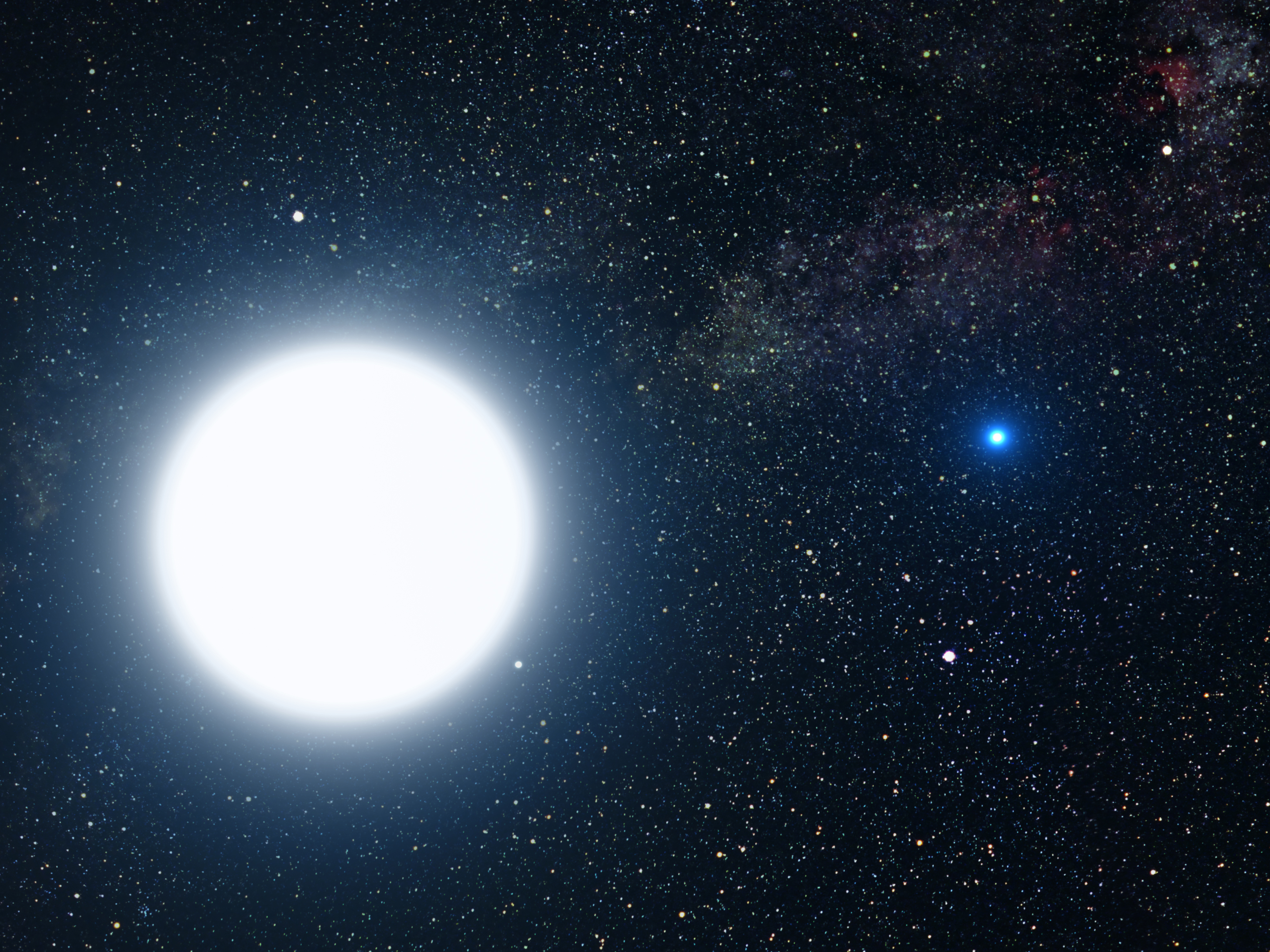
Representação artística de Sirius A e Sirius B.

Em 1844, Friedrich Wilhelm Bessel deduzira que Sirius era na verdade um sistema binário e em 1862 Alvan Graham Clark identificara a estrela companheira, apelidando-a de "Sirius B" ou, carinhosamente, "o cachorrinho", sendo que as duas estrelas orbitam entre si separadas por 20 unidades astronômicas aproximadamente. A estrela visível a olho nu é atualmente referida como "Sirius A".[carece de fontes?]
Em 1909, Ejnar Hertzsprung sugeriu que Sirius fizesse parte de Ursa Major, contudo, pesquisas mais recentes realizadas por Jeremy King e outros na Universidade Clemson em 2003 questionam a veracidade dessa hipótese, visto que os dois componentes de Sirius aparentam ser muito jovens.[carece de fontes?]
Em 1915, astrônomos do Observatório Monte Wilson determinaram que Sirius B era uma anã branca, a primeira a ser descoberta. Curiosamente, isso significa que Sirius B terá tido originalmente uma massa muito superior à de Sirius A.[carece de fontes?]